# فيلق الشرطة الوطنية في بوليفيا
يعتمد تطبيق القانون في بوليفيا على فيلق الشرطة الوطنية (Cuerpo de Policía Nacional) الذي يتألف من 31.000 فرد والمسؤول عن الأمن الداخلي والحفاظ على القانون والنظام. على عكس العديد من دول أمريكا الجنوبية، كانت قوات الشرطة البوليفية دائمًا مسؤولة أمام الحكومة الوطنية بدلاً من مسؤولي الدولة أو المسؤولين المحليين. القانون الأساسي لعام 1950 للشرطة والكاربينيز فصل الشرطة رسميا عن الجيش. لكن الشرطة الوطنية كثيراً ما تطلب من الجيش المساعدة في قمع أعمال الشغب والاحتجاجات المدنية.
رقم الطوارئ في جميع أنحاء البلاد للشرطة، بما في ذلك دورية الطريق السريع، هو 110.

## روابط خارجية
- الموقع الرسمي Policía Nacional de Bolivia
- Policiadebolivia.org
- وزارة الخارجية الأمريكية بشأن بوليفيا نسخة محفوظة 30 ديسمبر 2004 على موقع واي باك مشين.
- Fuerza Especial de Lucha Contra el Narcotráfico